# Civilization IV: Beyond the Sword
Civilization IV: Beyond the Sword est la deuxième extension de Civilization IV, sortie en juillet 2007. Ce jeu fait partie de la série Civilization. Il n'est pas nécessaire d'acheter la première extension de Civilization IV Warlords car celle-ci inclut aussi toutes les nouveautés de Warlords.

## Nouveaux concepts

### Sociétés commerciales
Les sociétés commerciales, qui arrivent tard dans le jeu, sont semblables aux religions : elles se diffusent à travers le monde. Le joueur peut fonder des sociétés commerciales (dès la découverte de la technologie Société commerciale, mais chaque société commerciale demande une technologie particulière) qui consomme des ressources mais qui, en échange, apporte des avantages aux villes qui les accueillent. Elles peuvent ainsi fournir plus de ressources, de commerce, de production ou encore de nourriture. Cependant, les villes qui accueillent les sociétés commerciales doivent payer une taxe d'entretien.
Une société commerciale ne peut être fondée que dans une ville qui a la ressource nécessaire pour la faire fonctionner.
Les personnages illustres auront désormais la capacité de créer dans une ville le siège social d'une société commerciale, comme le font les prophètes illustres pour les merveilles dans une ville sainte. La ville qui accueille le siège social d'une société commerciale gagne de l'argent de la part de toutes les villes qui accueillent cette même société.
Le joueur peut aussi bloquer une société commerciale étrangère en adoptant la doctrine Mercantilisme, et bloquer ses propres sociétés commerciales en adoptant la doctrine Nationalisation.
Les sept sociétés commerciales que peut créer le joueur :
| Société commerciale              | Donne…                 | En échange de…                         | Personnage illustre nécessaire | Technologie requise |
| -------------------------------- | ---------------------- | -------------------------------------- | ------------------------------ | ------------------- |
| Ethanol Inc.                     | Recherche et pétrole   | Maïs, sucre, riz                       | Scientifique illustre          | Matières plastiques |
| Les Grands Moulins céréaliers    | Nourriture             | Maïs, riz, blé                         | Marchand Illustre              | Réfrigération       |
| Constructions créatives          | Production et Culture  | Fer, cuivre, pierre, marbre, aluminium | Ingénieur Illustre             | Combustion          |
| Aluminium SA                     | Recherche et Aluminium | Charbon                                | Scientifique illustre          | Fusée               |
| Bijoutiers associés              | Or et Culture          | Or, pierre précieuse, argent           | Artiste illustre               | Mass média          |
| Compagnie d'exploitation minière | Production             | Charbon, fer, cuivre, or, argent.      | Ingénieur Illustre             | Voies ferrées       |
| Sid's Sushi Co.                  | Nourriture et Culture  | Poissons, crabes, coquillage, riz      | Marchand Illustre              | Médecine            |

### Espionnage
L'espionnage prend plus d'importance, comparable à celle du commerce, de la recherche ou encore de la culture (il y a un nouvel écran spécialement pour l'espionnage, comme pour les finances et les conditions de victoires). Désormais, le joueur peut consacrer une partie de son revenu pour l'espionnage, comme on pouvait déjà le faire pour la recherche et la culture. Au fur et à mesure de la partie, le joueur gagne des points pour effectuer de l'espionnage passif ou des missions d'espionnage.
Des Espions Illustres peuvent désormais naître dans les villes. Ils peuvent déclencher un âge d'or, construire un bâtiment unique (Scotland Yard) ou effectuer une super-mission, qui donnera un avantage significatif au joueur en points d'espionnage (un peu similaire aux marchands illustres). Ces Espions Illustres ont la capacité d'être invisibles à toutes les unités, y compris des espions ennemis.
L'espionnage est disponible plus tôt dans le jeu grâce à une unité d'espion ressemblant à un ninja.
Voici les nouvelles missions enrichissant le système d'espionnage :
Missions passives
- Voir le graphique de démographie
- Voir la technologie en cours de recherche
- Voir l'écran d'une ville
- Étudier la ville

Missions actives
- Voler de l'or
- Saboter les exploitations, les bâtiments et les projets
- Modifier la culture
- Polluer l'approvisionnement d'eau (baisse la santé)
- Augmenter le mécontentement
- Soutenir une révolte
- Voler les technologies
- Voler les plans militaires
- Influencer le choix de politique et de religion
- Maintenir le contre-espionnage
- Ralentir la recherche
- Empêcher d'autres espions d'opérer sur son territoire
- Écarter la propagande d'une ville

### Course à l'espace
La course à l'espace demande des choix plus stricts pour gagner par cette voie. La victoire à l'espace est entièrement remaniée avec cette extension. Il ne suffit plus au joueur d'achever les composants de son vaisseau, mais d'atteindre en premier Alpha Centauri. Ainsi, un joueur qui a achevé son vaisseau bien après son adversaire mais qui a de plus puissants moteurs gagnera la victoire à l'espace, ce qui reprend ainsi le principe de la course à l'espace de Civilization I et II plutôt que de Civilization III.

### Victoire diplomatique
Elle aussi remaniée, elle est réalisable plus tôt dans le jeu grâce à la nouvelle merveille du Palais Apostolique, ou palais du pape, des siècles avant l'ONU. Le Palais Apostolique est attaché à la religion d'État de celui qui l'a construit, et peut être bâti dès la découverte de la technologie Théologie.
Une fois le bâtiment construit, des élections ont lieu pour choisir qui sera le représentant de la religion du palais (le joueur ayant construit le palais est automatiquement éligible). Le joueur élu obtiendra le droit de proposer des résolutions, décréter des guerres saintes, imposer un embargo commercial ou la paix par exemple. Tout chef d'État dont la civilisation comporte au moins une ville croyant en la religion du Palais peut voter les résolutions. La victoire diplomatique nécessite que toutes les civilisations présentes dans la partie aient au moins une ville croyant en la religion du palais.
Le Palais Apostolique devient obsolète dès que son propriétaire découvre la technologie Mass média.

### Départ avancé
Un joueur peut désormais commencer le jeu tard dans la partie. Pour ce faire, il achète des villes, des unités, des technologies ou encore du champ de vision. Ce que le joueur n'a pas dépensé à ce moment sera ajouté à son trésor au début de la partie. Ce système est valable pour la partie solo comme pour le multijoueur.

### Pirates
Tout comme les barbares le font sur la terre ferme, des pirates écument les mers et viennent attaquer les ressources maritimes, les villes côtières, ainsi que les flottes et les expéditions maritimes. Ces pirates n'ayant pas d'identité nationale pourront, en échange d'un peu d'argent, être à votre service, comme ils pourront être au service des autres. Les pirates peuvent alors attaquer les navires d'une civilisation qui est amie avec vous, sans que cette dernière ne vous suspecte.

### Empire colonial
L'expansion devient plus difficile avec Beyond the Sword à cause de charges d'entretien plus élevées. Une charge d'entretien supplémentaire s'impose aux villes du joueur qui ne sont pas sur le même continent que la capitale, ce qui est contraignant pour le joueur qui pense à créer un mini-empire sur un autre continent.
Pour ne pas perdre trop d'argent dans l'entretien des villes outre-mer, le joueur peut créer une colonie outre-mer indépendante, qui deviendra une civilisation avec son propre chef. Cette civilisation « fille » deviendra automatiquement vassale de la civilisation dont elle est issue.
La civilisation « mère » a toujours accès aux ressources de la civilisation « fille » (10 points de bonus). Cette dernière doit payer un tribut, et a d'excellents rapports avec sa civilisation « mère ». Mais tout doit être fait pour maintenir cet excellent rapport amical sinon les relations pourraient être rompues. Dans le cas suivant, la civilisation fille serait indépendante et pourrait même se montrer hostile.
Le joueur doit donc bien mesurer ses choix.

## Nouveaux éléments de jeu

### Nouvelles civilisations
Dix nouvelles civilisations viennent s'ajouter :
| Civilisation                   | Technologies de départ           | Dirigeant                     | Traits de caractère       | Doctrines favorites | Unité Unique                             | Bâtiment Unique                   | Capitale        |
| ------------------------------ | -------------------------------- | ----------------------------- | ------------------------- | ------------------- | ---------------------------------------- | --------------------------------- | --------------- |
| Amérindiens                    | Pêche, agriculture               | Sitting Bull                  | Protecteur, Philosophique | Environnementalisme | Soldat-Chien (soldat avec hache)         | Totem (Monument)                  | Cahokia         |
| Babylone                       | La roue, Agriculture             | Hammurabi                     | Agressif, organisé        | Bureaucratie        | Archer babylonien (Archer)               | Jardin (Colisée)                  | Babylone        |
| Byzance                        | La roue, mysticisme              | Justinien Ier                 | Impérialiste, Spirituel   | Théocratie          | Cataphracte (Chevalier)                  | Hippodrome (Théâtre)              | Constantinople  |
| Éthiopie                       | Chasse, exploitation minière     | Zara Yaqob                    | Créatif, organisé         | Théocratie          | Guerrier oromo (mousquet)                | Stèle (Monument)                  | Aksoum          |
| Khmers                         | Chasse, exploitation minière     | Suryavarman II                | Accessible, créatif       | Religion organisée  | Éléphant de baliste (éléphant de guerre) | Baray (aqueduc)                   | Yaśodharapura   |
| Mayas                          | Mysticisme, exploitation minière | Pacal                         | Accessible, financier     | Droit héréditaire   | Holkan (Lancier)                         | Terrain de jeu de balle (Colisée) | Mutal           |
| Pays-Bas                       | Pêche, agriculture               | Guillaume Ier d'Orange-Nassau | Créatif, financier        | Liberté de religion | Indiaman (Galion)                        | Digue (Levée)                     | Amsterdam       |
| Portugal                       | Pêche, exploitation minière      | João II                       | Impérialiste, Accessible  | Droit hériditaire   | Caraque (caravelle)                      | Feitoria (Comptoir)               | Lisbonne        |
| Saint-Empire romain germanique | Mysticisme, chasse               | Charlemagne                   | Protecteur, impérialiste  | Vassalité           | Lansquenet (Piquier)                     | Rathaus (Tribunal)                | Aix-la-Chapelle |
| Sumer                          | La roue, agriculture             | Gilgamesh                     | Créatif, protecteur       | Droit héréditaire   | Vautour (soldat avec hache)              | Ziggurat (Tribunal)               | Ur              |

### Nouveaux dirigeants
Il y a six nouveaux leaders pour les civilisations existantes :
| Civilisation | Dirigeant             | Traits du dirigeant        | Doctrines favorites |
| ------------ | --------------------- | -------------------------- | ------------------- |
| États-Unis   | Abraham Lincoln       | Charismatique, philosophe  | Émancipation        |
| Celtes       | Boadicée              | Charismatique, agressif    | Suffrage universel  |
| France       | Charles de Gaulle     | Travailleur, charismatique | Nationalisme        |
| Grèce        | Périclès              | Créatif, philosophe        | Représentation      |
| Ottomans     | Soliman le Magnifique | Impérialiste, philosophe   | Droit héréditaire   |
| Perse        | Darius Ier            | Organisé, financier        | Liberté de religion |

### Nouveaux scénarios
Onze nouveaux scénarios :
- Afterworld : Un scénario créé par Tim McCracken sur le thème de la science-fiction/horreur où une équipe de scientifique est envoyée sur une planète habitée par des robots pour faire avancer la recherche. Dans ce scénario, le joueur doit lutter contre « des zombis et des vampires ». Le gameplay sera différent, et changera sur des points comme les leaders, les villes et les technologies
- Final Frontier : Un scénario se passant dans l'espace, le terrain est remplacé par le vide spatial, des nébuleuses, des astéroïdes, des systèmes solaires et d'autres choses. Ce scénario a lieu en l'an 2302 alors que le contact ait été perdu entre la Terre et ses colonies galactiques qui deviennent indépendantes, ce mod a été développé par Jon Schafer
- Charlemagne : Un scénario basé sur les guerres en Europe pendant le Moyen Âge par le légendaire Charlemagne. Les unités ne pourront se soigner qu'avec des camions d'approvisionnement qui les suivront tout au long de la guerre. Ces camions d'approvisionnement sans défense devront être protégés si le joueur veut continuer d'avancer contre ses ennemis. De plus le pape joue un rôle majeur dans le gameplay du mod puisque son opinion sur les joueurs influencera tout le reste de la partie, l'objectif final étant d'unifier l’Europe occidentale pour être sacré empereur d'occident.
- Next War : Un scénario science-fiction futuriste avec des armées de clones jouable soit comme un scénario, soit comme un mode – auquel cas le joueur commence dans l'Antiquité et a accès aux technologies de Next War lorsqu'il a les autres technologies requises.
- Broken Star : Un scénario où le joueur doit réunifier une Russie divisée, rongée par la guerre civile. Pour ce faire, le joueur pourra acheter des territoires américains, obtenir des promotions avec le marché noir chinois, enrôler des unités ennemies grâce à la diplomatie et même utiliser l'arme ultime, la bombe atomique.
- Crossroads of the World : Un scénario où le joueur commerce sa richesse du XIVe siècle entre l'Afrique, l'Arabie, et les Perses. En même temps, le joueur doit prendre le contrôle du carrefour du monde en trahissant, en explorant et en menant des guerres contre ses ennemis.
- Civ Defense : Un scénario dans lequel le joueur commence avec peu d'argent pour acheter une simple ville. Par la suite, le joueur est confronté à des vagues d'ennemis qui s'abattent sur les villes du joueur. Après chaque vague d'attaque, le joueur accumule de l'or additionnel pour chaque ville survivante. Le joueur peut alors acquérir de nouvelles unités, de nouvelles villes et de nouvelles technologies dans une « phase d'achat » avant que la prochaine vague d'attaque ne ressurgisse. Les vagues d'ennemis deviennent de plus en plus hargneuses et difficiles. Une fois que le joueur a survécu à toutes les vagues, il est déclaré vainqueur.
- Gods of old : Un scénario où le joueur doit former une armée de fanatiques religieux en démontrant la grandeur de sa religion ou en forçant les populations à prier son Dieu.
- Rhye's and Fall of Civilization : Un scénario créé par des fans, basé sur une carte de la Terre et le réalisme de l'histoire, même s'il est possible de créer des uchronies.
- Fall from Heaven : Un scénario fantaisiste et magique, avec un arbre des technologies complètement remanié, une douzaine d'autres civilisations, de nouvelles merveilles, ainsi que de nouveaux bâtiments et unités. Le joueur doit conquérir un monde de mysticisme et de magie, et lutter contre les vampires et les sorciers.
- WW II : Road to War : Un scénario basé sur la Deuxième Guerre mondiale permettant au joueur d'incarner une nation plongée au cœur de la tourmente de la seconde guerre mondiale, le joueur pourra jouer une partie aux événements historiques exacts avec les guerres à leur date réelle ou changer l'histoire dans une partie sans restrictions historiques (attaquer les pays neutres de l'époque, changer de gouvernement....).

### Options de jeu
L'extension apporte de nouvelles options de jeu. Le joueur peut maintenant combiner n'importe quel leader à n'importe quelle civilisation, ce qui permet de se poser la question « et si… ? ».
Le joueur peut également restreindre le commerce de technologie grâce à une nouvelle option.
De plus, lorsqu'un joueur fonde une religion, il peut choisir laquelle il va fonder, de sorte que ça ne soit pas toujours les mêmes religions qui dominent le jeu.

### Technologies
De nouvelles technologies s'ajoutent à celles déjà existantes :
- Laser : permet de construire Mobile SAM, Artillerie mobile ;
- Supraconductivité : permet de construire des laboratoires (et l'institut de recherche russe), certaines pièces du vaisseau spatial ;
- Furtivité : permet de construire des unités furtives (invisibles), comme le destroyer furtif et le bombardier furtif ;
- Esthétique : nécessaire pour construire la statue de Zeus, la pagode de Shwedagon et le Parthénon ;
- Vol avancé : permet de voler plus vite, de construire des canonnières, des hélicoptères et des jets fighters ;
- Science militaire : permet de nouvelles promotions militaires.

### Merveilles mondiales
Cinq nouvelles merveilles s'ajoutent au jeu :
| Merveille               | Effet                                                                                       | Ressource | Technologie requise       | Personnage illustre favorisé | Production     |
| ----------------------- | ------------------------------------------------------------------------------------------- | --------- | ------------------------- | ---------------------------- | -------------- |
| Christ Rédempteur       | Permet de changer de politique ou de religion sans anarchie et limite de temps, + 5 culture | Aucune    | Radio                     | + 2 GP Ingénieur Illustre    | 1 000 marteaux |
| Mausolée d'Halicarnasse | Augmente la durée des Âges d'Or de 50 %, + 10 culture                                       | Marbre    | Calendrier                | + 2 GP Artiste Illustre      | 450 Marteaux   |
| Pagode Shwedagon        | Permet toutes les doctrines de religion, + 8 culture                                        | Or        | Méditation                | + 2 Prophète Illustre        | 450 marteaux   |
| Palais Apostolique      | Élections et décrets mondiaux, + 4 culture                                                  | Aucune    | Théologie                 | + 2 GP Prophète Illustre     | 400 Marteaux   |
| Statue de Zeus          | Double la lassitude de guerre des ennemis, + 10 culture                                     | Ivoire    | Esthétique et 2 monuments | + 2 GP Artiste Illustre      | 300 marteaux   |

### Merveilles nationales
Deux nouvelles merveilles nationales apparaissent pour Beyond the Sword :
- Les statues Moaï : augmente la production de la ville où elle est construite en fonction des cases d'eau exploitées ;
- Le Parc national : supprime l'accès au charbon, supprime la maladie due à la population d'une ville et donne un spécialiste par forêt conservée.

### Unités

#### Unités pour toutes les civilisations
Vingt-cinq nouvelles unités viennent s'ajouter :
| Unité                   | Effet | Ressource          |
| ----------------------- | --- | ------------------ |
| Artillerie mobile       | Puissante arme de siège bénéficiant de + 50 % contre les armes de siège                                                          | Pétrole            |
| Galion de guerre        | Unité navale puissante ayant un bonus contre les frégates                                                                        | -                  |
| Missile guidé           | Peut passer outre l'IDS et les mesure de protection, mais est moins puissant que l'arme nucléaire                                | -                  |
| Arme nucléaire tactique | Meilleur marché mais moins puissante que la Bombe Atomique, peut éviter une interception (50 % de chances)                       | Uranium            |
| Parachutiste            | Unité qui peut être parachutée derrière les lignes ennemies                                                                      | -                  |
| Infanterie Antichars    | Unité coûteuse tôt dans le jeu (à l'opposé des tanks), il permet au joueur de se protéger d'un adversaire ayant accès au pétrole | -                  |
| Cuirassier              | Unité montée, intermédiaire entre le chevalier et la cavalerie, disposant d'une carabine                                         | Cheval et Fer      |
| Unité SAM Mobile        | Unité d'interception d'unités militaires volantes possédant un bonus contre les hélicoptères                                     | Pétrole            |
| Croiseur lance-missiles | Unité pouvant stocker jusqu'à quatre missiles et les envoyer sur l'ennemi, loin de vos propres villes                            | Uranium ou pétrole |
| Destroyer furtif        | Unité pouvant intercepter des avions et bombarder les villes côtières                                                            | Uranium ou pétrole |
| Sous-marin d'attaque    | Unité idéale contre les sous-marins classiques, peut transporter des unités non-combattante sans être détectée                   | Uranium            |
| Dirigeable              | Unique unité aérienne à voir les sous-marins et à obtenir des promotions d'attaques contre les bateaux                           | -                  |
| Corsaire                | Unité navale sans nationalité affichée permettant d'attaquer les navires d'une civilisation alliée sans problèmes diplomatiques  | Fer ou cuivre      |

#### Unités uniques
Il y a dix nouvelles unités uniques :
| Civilisation                   | Unité                 | Remplace           | Changements |
| ------------------------------ | --------------------- | ------------------ | --- |
| Amérindiens                    | Soldat Chien          | Soldat avec hache  | Perd 1 de puissance mais gagne 50 % de puissance contre des unités de corps à corps et n'exige aucune ressource           |
| Babylone                       | Archer babylonien     | Archer             | Gagne 50 % de puissance contre les unités de corps à corps                                                                |
| Byzance                        | Cataphractaire        | chevalier          | Gagne 2 en puissance mais perd l'immunité aux premières attaques                                                          |
| Éthiopie                       | Guerrier Oromo        | Arquebusier        | Gagne une première attaque et l'immunité aux premières attaques, commence avec les promotions Exercice I et II            |
| Khmers                         | Éléphant avec baliste | Éléphant de guerre | Les éléphants avec baliste prennent pour cible en priorité les unités montées lorsqu'ils combattent en dehors d'une ville |
| Mayas                          | Holkan                | Lancier            | Immunisé contre les premières attaques et n'exige aucune ressource                                                        |
| Pays-Bas                       | East Indiaman         | Galion             | Gagne 2 en puissance et 1 de cargaison ; peut explorer le territoire ennemi                                               |
| Portugal                       | Caraque               | Caravelle          | Peut emporter 2 unités au choix                                                                                           |
| Saint-Empire romain germanique | Lansquenet            | Piquier            | Gagne 100 % de puissance contre les unités de corps à corps                                                               |
| Sumer                          | Vautour               | Soldat avec hache  | Gagne 1 en puissance mais perd 25 % de puissance contre les unités de corps à corps                                       |

#### Unités non-militaires
- Directeur : travaille pour l'expansion des sociétés commerciales dans d'autres villes (fonctionne comme les missionnaires pour les religions).

### Bâtiments

#### Bâtiments pour toutes les civilisations
Dix-huit nouveaux bâtiments viennent s'additionner au jeu :
| Bâtiment                | Effet | Coût         | Requiert                   |
| ----------------------- | --- | ------------ | -------------------------- |
| Agence de sécurité      | + 8 points d'espionnage, + 50 % de protection contre l'espionnage, aide à neutraliser les espions rivaux, peut transformer 2 citoyens en espion | 220 marteaux | Démocratie                 |
| Agence de renseignement | + 8 points d'espionnage, + 50 % de production de points d'espionnage, peut transformer 2 citoyens en espions                                    | 180 marteaux | Communisme                 |
| Transport public        | + 1 santé, + 1 santé avec pétrole, + 2 santé avec l'environnementalisme                                                                         | 150 marteaux | Combustion                 |
| Zone industrielle       | + 2 maladie, peut transformer 2 citoyens en ingénieurs, donne un ingénieur gratuit, + 1 maladie en raison de charbon et pétrole                 | 200 marteaux | Industrialisation, Usine   |
| Levée                   | Les cases adjacentes à une rivière gagnent 1 de production                                                                                      | 180 marteaux | Moteur à Vapeur            |
| Poste de douane         | Augmente de 50 % la production des routes commerciales intercontinentales                                                                       | 180 marteaux | Sciences économiques, Port |

#### Bâtiments uniques
Il y a dix nouveaux bâtiments uniques :
| Civilisation                   | Bâtiment                | Remplace        | Changements |
| ------------------------------ | ----------------------- | --------------- | --- |
| Amérindiens                    | Totem                   | Monument        | Les unités équipées d'arc gagnent 3 d'expérience supplémentaire                                                                                      |
| Babylone                       | Jardin                  | colisée         | Augmente de 2 la santé |
| Byzance                        | Hippodrome              | Théâtre         | Augmente de 1 le bonheur, de 1 supplémentaire si des chevaux sont disponibles et augmente de 1 le bonheur pour chaque 5 % d'or consacré à la culture |
| Éthiopie                       | Stèle                   | Monument        | Augmente la culture de 25 % |
| Khmers                         | Baray                   | Aqueduc         | Augmente de 1 la nourriture |
| Mayas                          | Terrain de jeu de balle | Colisée         | Augmente le bonheur de 2 |
| Pays-Bas                       | Digue                   | Levée           | Les cases d'eau gagnent 1 de production |
| Portugal                       | Feitoria                | Poste de douane | + 1 commerce pour chaque case d'eau, le revenu des routes commerciales étrangères intercontinentales est doublé                                      |
| Saint-Empire romain germanique | Rathaus                 | Tribunal        | Réduit de 25 % supplémentaires l'entretien des villes, seulement 4 Rathaus pour la Cité interdite                                                    |
| Sumer                          | Ziggurat                | Tribunal        | Nécessite 90 de production (le tribunal classique en demande 120), seulement 4 Ziggourats pour la Cité interdite                                     |

### Événements aléatoires
Plus de cent événements aléatoires sont susceptibles de ponctuer la partie du joueur, auxquels il est possible de réagir de plusieurs façons toutes intéressantes suivant la situation de votre empire. Les événements de manière générale se divisent en deux groupes : les négatifs et les positifs.
Les événements négatifs sont les plus fréquents, qu'ils soient liés à une catastrophe naturelle, un accident ou un mariage politique raté, les effets sont divers et variés mais peuvent souvent (mais pas toujours !) être atténués voire annulés moyennant or ou parfois espionnage, recherche...
Les événements positifs fonctionnent dans le sens inverse, les bonus qu'ils peuvent conférer, telle que de la culture supplémentaire grâce à un jeune et brillant artiste, peuvent être multiplié grâce à un investissement d'or principalement, dans l'exemple de l'artiste, un contrat national peut lui être proposé conférant un puissant bonus de culture dans toutes vos villes, solutions chère mais très utile.
Si la plupart des événements ont peu de conditions particulières, certains sont liés à vos doctrines nationales, par exemple si votre gouvernement est une monarchie, il arrive que la succession compromise d'un monarque décédé engendre un conflit interne, contrairement aux apparences, cet événement est bénéfique puisque suivant qui vous soutenez un personnage illustre apparaîtra dans votre capitale. D'autres événements du même genre seront en revanche des malus, tel que la création d'une radio illégale diffusant de la propagande anti-gouvernementale qui jette le trouble dans votre pays.
En bref les événements aléatoire sont un bon point pour le jeu car, nombreux et interactifs, il rende le jeu plus vivant et il faudra aux joueurs un nombre important de parties, jouées différemment pour connaitre toutes les possibilités.

#### Liste non exhaustive de divers événements aléatoires
- Tsunami
- Inondation
- Tornade [de Force5, qui ravagent les aménagements du terrain][incompréhensible]
- Séisme
- Découverte d'une nouvelle ressource
- Mariage de convenance entre deux civilisations
- Demande d'aide ou d'amélioration de la part des citoyens
- Âge d'or
- Réchauffement climatique
- Création d'un nouveau courant artistique
- Destruction d'une forêt par un pyromane
- Destruction d'une forêt par la foudre
- Miracle religieux
- Plantation d'une forêt par un jeune agriculteur
- Domestication de chiens errants
- Capture d'un fugitif d'une civilisation ennemie
- Taux d'intérêt bancaire
- Organisation nationale des routes
- Accident dans une mine
- Problème de vermine
- Révolte
- Production de thé médicinal
- Organisation de combats de gladiateurs
- Travaux extraordinaires d'un forgeron
- Équipe de sport national
- Création d'une littérature classique
- Recherche d'une certaine ressource par les militaires sur le terrain ennemi
- Don de nourriture à une civilisation en proie à la famine
- Traître dans vos rangs
- Traître ennemis vous rejoignant
- Installation d'un métro
- Hommage militaire pour un soldat courageux
- Craquelure de la croûte terrestre après une utilisation intensive des bombes atomiques

### Promotions
De nouvelles promotions viendront enrichir le combat :
- Promotions d'unité aérienne :
  - Gamme : augmente le rayon d'action d'une unité
  - Interception : augmente les chances d'une unité d'attraper un avion
  - As : augmente les chances de l'unité d'éviter une interception
- Forestier III

### Décrets du Palais Apostolique
Voici quelques-uns des nombreux décrets que pourra soumettre au vote le chef du Palais Apostolique, auxquels les votants répondront par non, oui, jamais ou s'abstient :
- Embargo international contre une civilisation
- Déclarer une guerre de religion internationale contre un rival
- Ouvrir toutes les frontières
- Obliger de faire la paix contre un rival
- Redistribuer des villes
- Déclencher des élections mondiales pour une victoire diplomatique (à l'instar de l'ONU)

### Options pour les forts
Les forts (qui ne servaient pas à grand chose dans l'édition de base de Civilization IV) ont pris une importance considérable, en prenant des fonctionnalités importantes pour la guerre :
- Peut stocker un nombre limité d'avions en eux
- Peut être employé pour relier des ressources
- Ne demande plus d'argent pour la maintenance
- Peut stocker des bateaux ainsi que d'autres unités. On peut couper un isthme avec un fort et rendre l'isthme traversable par la voie des mers.
- Peut être construit hors des frontières culturelles.

### Petits ajouts et changements
De nombreuses améliorations et petits ajouts sont inclus dans Beyond the Sword :
- Le commerce maritime prend plus d'importance grâce à un système de route océanique
- Un arbre des technologies remanié et enrichi
- Choix et relations diplomatiques étendus et élargis
- I.A. boostée et qui pourra gagner par toutes les formes de victoire
- Possibilité de personnaliser son vaisseau spatial
- Graphismes améliorés, polis et changés pour certaines parties du jeu
- Le trait de caractère Expansif (ou Accessible) donne un bonus de 25 % pour la production d'ouvrier à la place de 50 %
- Auguste César est maintenant Impérialiste/Travailleur et non plus Créatif/Organisé
- De nouvelles résolutions pour l'ONU.
- Les unités aériennes bénéficient de nouvelles promotions (portée : plus de rayon d'action ; interception : plus de chance d'intercepter un avion ennemi ; As : plus de chance d'éviter une interception)
- Après Beyond the Sword, Charismatique/Créatif, Protecteur/Organisé et Philosophe/Travailleur seront les seules combinaisons de traits de caractères non utilisées
- Les parties sont maintenant de 500 tours mais s'arrêtent toujours à la date limite de 2050 apr. J.-C.
- Nouvel écran de gestion pour le vaisseau spatial
- Nouvelles cartes de jeu (créées par Sirian)
- Les unités disponibles pour toutes les civilisations auront une apparence différente suivant leur civilisation
- L´extension Warlords sera incluse dans cette nouvelle extension, ceux qui achèteront Beyond The Sword bénéficieront de toutes les nouveautés de Warlords, hormis les scénarios
- Les phalanges grecques remplacent désormais le soldat avec hache, et les Conquistadors espagnols remplacent désormais le cuirassier